# Fairey Seal
El Fairey Seal fue un avión de reconocimiento y observación británico embarcado, que operó en la década de 1930. Al igual que el Gordon, el Seal se derivó del IIIF. Para que el Fairey Seal pudiera ser lanzado por catapulta desde buques de guerra, podía equiparse con flotadores.

## Historia operacional
El Seal fue diseñado y construido por Fairey Aviation. Voló por primera vez en 1930 y entró en servicio de escuadrón de la Fleet Air Arm (FAA) en 1933. Se fabricaron noventa y un aviones.
La FAA comenzó a reemplazarlo por el Swordfish Mk.I a partir de 1936. Para 1938, todos los escuadrones de torpederos de la FAA habían sido completamente reequipados con el Swordfish. El Seal fue retirado del servicio en primera línea en 1938, pero permaneció realizando funciones secundarias y de apoyo. Al estallar la Segunda Guerra Mundial, sólo cuatro ejemplares seguían en servicio. El modelo fue retirado por completo en 1943. Su último uso fue en la India como avión de instrucción de la Unidad Fotográfica de la Marina Real.
La RAF también operó el Seal como remolcador de blancos. Doce aviones formaron parte de la Escuela de Bombardeo y Artillería N.º 10 de la RAF hasta 1940. Otros cuatro aviones fueron utilizados por el Escuadrón 273 en Ceilán. Estos aviones se emplearon en patrullas costeras, algunos como hidroaviones. Para mayo de 1942, el modelo fue retirado del servicio de la RAF.
En 1934, Letonia encargó cuatro hidroaviones Seal para su aviación naval (números de fábrica F.2112-2115, números tácticos 26-29, posteriormente 98-101). Entre el 22 de junio y el 5 de julio de 1936, tres hidroaviones al mando del coronel Janis Indans realizaron un largo vuelo de 6000 km desde Liepāja, atravesando países del Báltico y del norte de Europa, hasta Inglaterra, y regreso. En el otoño de 1940, tras la anexión de Letonia, los aviones fueron confiscados por los soviéticos, pero no fueron utilizados por ellos y permanecieron almacenados en el lago Kisezers. El 28 de junio de 1941 fueron destruidos allí por aviones alemanes.

## Variantes
IIIF Mk.VI
El primer prototipo fue convertido a partir de un Fairey IIIF Mk.IIIB.
Seal
Avión de reconocimiento y observación de tres plazas para la Marina Real.

## Operadores
Argentina
- Armada Argentina

 Chile
- Armada de Chile
- Fuerza Aérea de Chile

 Letonia
- Armada de Letonia
- Fuerza Aérea de Letonia (desde 1936)

 Perú
- Fuerza Aérea del Perú
- Marina de Guerra del Perú

 Reino Unido
- Real Fuerza Aérea
- Fleet Air Arm[2]

## Especificaciones (avión terrestre)
Referencia datos: British Naval Aircraft since 1912

### Características generales
- Tripulación: Tres
- Longitud: 10,3 m (33,7 ft)
- Envergadura: 13,9 m (45,7 ft)
- Altura: 3,9 m (12,8 ft)
- Superficie alar: 41,2 m² (443,5 ft²)
- Peso cargado: 2722 kg (5999,3 lb)
- Planta motriz: 1× motor radial de 14 cilindros refrigerado por aire Armstrong Siddeley Panther IIA.
  - Potencia: 391 kW (539 HP; 532 CV)
- Hélices: Bipala de paso fijo

### Rendimiento
- Velocidad máxima operativa (Vno): 222 km/h (138 MPH; 120 kt)
- Alcance: 4 h 30 min
- Techo de vuelo: 5200 m (17 060 ft)
- Tiempo a altitud: 5 min 20 s para 1524 m (5000 pies)

### Armamento
- Ametralladoras: 

  - 1x Vickers de 7,7 mm frontal fija
  - 1x Lewis de 7,7 mm flexible en la cabina trasera
- Bombas: 230 kg u otras cargas bajo las alas inferiores

## Aeronaves relacionadas

### Desarrollos relacionados
- Fairey Gordon
- Fairey IIIF

### Aeronaves similares
- Blackburn Baffin
- Fairey Swordfish
- Vickers Vildebeest